# Карачевське князівство
Корачівське князівство — удільне князівство у складі Чернігівської землі з центром в Карачеві, що виникло після монголо-татарської навали, коли чернігівським князям довелося перебиратися на північ свого князівства, рятуючись від татарських набігів. Існувало з 1246 року до кінця XIV ст. Столиця князівства — місто Корачів (рос. Карачев).

## Історія

Корачів у складі Чернігівської Землі.

1246 року в Орді загинув чернігівський князь Михайло, який, згідно з легендою, гідно перед лицем хана боронив християнську віру, за що й був приречений на страту, а православною церквою прославлений як святий. Діти Михайла, які залишалися у Сіверській землі, вирішили, що за таких обставин перебувати у Чернігові небезпечно, адже монголо-татари в будь-який момент зможуть знову «взяти його на спис» та підпорядкувати собі Сіверщину остаточно. Тому нащадки Михайла Святого, зоставивши зруйнований Чернігів, перенесли центр державного життя князівства на північ, в місця, які були захищені великими лісами від неочікуваного нападу татар. Старший Михайлів син Роман сів на престол у Брянську, куди переніс і центр Чернігівської єпископії. Брат Романа Мстислав отримав у володіння місто неподалік від Брянська — Корачів, і таким чином брати постійно перебували поруч один від одного, сподіваючись на допомогу у випадку нового лиха. Корачів відомий із літописів від 1146 року, хоча народні перекази відносять його початок до язичницьких часів, і пов'язують історію міста з билинним боєм Іллі Муромця із Солов'єм. Сучасні дослідники вважають, що своє ім'я місто отримало від сіверського слова «корач» («хлібна скоринка»), або є спорідненим з українським словом «корчі», тобто пов'язане із корчуванням дерев у місцевих лісах.
Не зважаючи на перенесення політичного центру Чернігівського князівства на північ, братам Роману та Мстиславу довелося все-таки підкоритися Орді, адже сил воювати з ханами у них не було. Татари навіть допомагали брянському та корачівському князям відстояти свої землі у боротьбі із литовцями, які з кожним роком все частіше нападали на сіверські землі. А 1249 року Мстислав та Роман беруть участь у поході галицько-волинського князя Данила проти литовського Міндовга, підкреслюючи таким чином загальноруську спільність князів колишньої Київської Русі. Подальша доля Мстислава нам невідома. Деякі дослідники вважають, що він керував Корачівським князівством до 1280 року. Численні нащадки Мстислава розподіляють поміж собою батьківські землі, з-під влади Корачева відходять Козельськ та Звенигород, а на початку XIV ст. і у сусідньому Брянську влада переходить до ворожих чернігівським Ольговичам смоленських князів. Корачівський князь Святослав спробував повернути Брянськ до Чернігівської Землі, але смоленський князь Василій, що захопив владу у Брянську, звернувся за допомогою до татар, і 2 квітня 1310 року в бою, що відбувся на околицях Корачева, Святослава було забито, а його столиця зруйнована та пограбована. Після цього поміж князями його розпочинається справжня ворожнеча, яка закінчується іноді навіть убивствами, чого майже не знала Київська Русь дотатарської епохи. Так 1338 року загинув у бою князь Василь Титович, а у 1339-му Василь Пантелеймонович забив свого рідного дядька Андріана. Ці драматичні факти є єдиними поодинокими свідоцтвами, які розповідають нам про історію Корачівської держави тієї пори. За що князі вбивали один одного, яка була їхня подальша доля  – невідомо. Так само невідомо у яких містах Корачівської землі сиділи окремі правителі, бо найчастіше вони згадуються у письмових свідоцтвах просто як «корачівські князі», без уточнень місця знаходження столиць. Як і сусідні Стародубське і Трубчевське князівства, у XIV ст. Корачівська земля залишається удільною вотчиною, тож мусить рахуватись із серйознішими противниками. Князі потрохи втягуються у сферу литовської політики, яку активно проводить Ольгерд Гедимінович. Так 1377 року місцевий князь Святослав Титович одружується з дочкою великого князя литовського Ольгерда. Наприкінці XIV ст., після смерті синів Святослава, Федора та Василя, Корачівське князівство переходить під владу племінника Ольгерда – Патрикія. Так починається нова сторінка в історії тієї землі.

## Корачевські князі
- Мстислав Михайлович (бл. 1230 - бл. 1280), син Великого князя Чернігівського Михайла Всеволодовича
- Святослав Мстиславич (бл. 1270 – 1310), син Мстислава Михайловича. Дітей не мав
- Тит Мстиславич (? - після 1365), син Мстислава Михайловича
- Святослав Титович (1310 - ?), син Тита Мстиславича; дружина Теодора, донька Великого князя Литовського Ольґерда і княжни Уляни, онуки короля Руси Юрія І
- Федір Святославич (1339 - ?), син Святослава Титовича
- Василь Святославич (1341 - ?), син Святослава Титовича
- Святослав Святославич (1347 - ?), син Святослава Титовича
- Мстислав Святославич (після 1347 - ?), син Святослава Титовича
- Юрій Святославич, родоначальник князівського роду Мосальських.